# 藤原遠量
藤原 遠量（ふじわら の とおかず）は、平安時代中期の貴族。藤原北家、右大臣・藤原師輔の四男。官位は従四位上・大蔵卿。

## 経歴
天徳4年（960年）正月に遠量は従五位上に叙せられたが、同時に伊尹・兼通・兼家・忠君ら兄弟も叙位を受ける。兄弟5人が同時に叙位を受けることは前代未聞であり、父の右大臣・藤原師輔は「若是栄華之極哉」と歓喜している。その後、右馬頭を経て、康保4年（967年）には冷泉天皇の五位蔵人に補せられた。
備前守を経て、円融朝の天禄3年12月（973年2月）には昇殿を聴される。その後の除目で大蔵卿に任ぜられ、天禄4年（973年）3月の石清水八幡宮臨時祭では祭使を務めた。また、宮内卿も務めたという。極位は従四位上であった。

## 官歴
- 時期不詳：従五位下
- 天徳4年（960年） 正月7日：従五位上[2]
- 時期不詳：右馬頭
- 康保4年（967年） 11月12日：五位蔵人、右馬頭如元[3]
- 安和2年（969年） 8月13日：去蔵人（譲位）[3]
- 時期不詳：備前守[4]
- 天禄3年（972年） 12月25日：昇殿[4]
- 天禄4年（973年） 日付不詳：大蔵卿。3月27日：石清水八幡宮臨時祭使[5]
- 時期不詳：従四位上[6]

## 系譜
注記のないものは『尊卑分脈』による。
- 父：藤原師輔
- 母：藤原顕忠の娘[7]
- 妻：藤原有相の娘
  - 男子：藤原相尹
- 妻：藤原国光の娘
  - 男子：覚空（?-1029）
- 生母不明の子女
  - 男子：叡観
  - 男子：円助[8]
  - 女子：藤原道兼室のち藤原顕光室
  - 女子：藤原道信室[9]
  - 女子：宰相内侍[10]